# Rory Fallon
Pour les articles homonymes, voir Fallon.
Rory Fallon est un footballeur néo-zélandais né le 20 mars 1982 à Gisborne en Nouvelle-Zélande. 
Le 14 novembre 2009, il inscrit le but qui qualifie la Nouvelle-Zélande pour la Coupe du monde de football 2010.

## Carrière

### En club
Rory Fallon commence sa carrière à Barnsley FC, devenant professionnel en 1999 à la sortie du centre de formation du club. Il commence à peine à trouver sa place en équipe première lorsqu'il subit une fracture du pied, il rencontre alors des difficultés pour la retrouver.
En novembre 2003, Fallon signe pour Swindon Town, après un certain nombre de performances impressionnantes contre eux avec Barnsley, qui attirent l'attention de l'entraîneur Andy King. Après son arrivée dans l'équipe, Fallon marque des buts importants lors de la saison 2003-2004, dont une bicyclette à l'entrée de la surface de réparation pour obtenir un point contre Bristol City.
Malgré le départ de Tommy Mooney, Fallon se retrouve régulièrement sur le banc lors de la saison 2004-2005. Il est prêté à Yeovil Town pour augmenter son temps de jeu et il marque dès ses débuts contre Scunthorpe. Il ne réussit pas à marquer le reste de la saison, et un carton rouge pour un coup de pied dans la tête du défenseur de Huddersfield Town David Mirfin lui fait écoper de deux matchs de suspension pour la saison suivante. Après la vente de Sam Parkin à l'été 2005, Fallon a de plus grandes possibilités de jouer à Swindon, marquant pour son retour contre Nottingham Forest.
En janvier 2006, Fallon signe pour le club de troisième division Swansea City pour un transfert estimé à 300 000 £, la deuxième plus grosse transaction jamais payée par le club gallois. Une année productive suit pour l'attaquant, qui marque 13 buts toutes compétitions confondues en 48 apparitions. Ces performances éveille l'intérêt du club de Championship de Plymouth Argyle et qui l'achète 300 000 £ le 19 janvier 2007.
Fallon joue à peine une poignée de matchs pour Plymouth Argyle, et a du mal à s'imposer dans l'équipe. Il reste sans marquer en compétition à Home Park jusqu'au 19 janvier 2008, soit exactement un an après avoir signé pour le club, quand il marque le but égalisateur en seconde mi-temps de Plymouth contre Southampton. Ce n'est alors que son quatrième but pour les Pilgrims. La saison 2007-2008 voit Fallon continuer son rôle de chauffeur de banc de touche, mais il ne perd pas espoir d'intégrer l'équipe première, et rejette même en janvier 2008 un transfert de 250 000 £ de Southend en League One.
Le 29 septembre 2009, Fallon marque le but vainqueur pour Argyle contre Peterborough United permettant aux Pilgrims de signer leur première victoire de la saison après sept défaites consécutives, les sortant des profondeurs du classement. Fallon marque ensuite le premier but du match suivant contre Scunthorpe United qu'ils gagnent aussi 2-1.
Il est prêté au club d'Ipswich Town, qui évolue en Championship, le 25 novembre 2010. Il y joue six matchs et inscrit un but. À l'été suivant, il signe un contrat d'un mois à Yeovil Town. Il y joue 6 matchs dont 5 en championnat, chaque fois en tant que remplaçant.
Lorsque son contrat vient à échéance, il fait un essai à Aberdeen, en Écosse, et convainc Craig Brown, l'entraîneur du club, de lui faire signer un contrat de deux ans.
Le 12 juillet 2013, il rejoint le club écossais de St Johnstone.
Le 26 septembre 2014 il rejoint Scunthorpe United.

### Internationale
Bien que né en Nouvelle-Zélande et d'un père ayant dirigé la Nouvelle-Zélande à la Coupe du monde 1982, Fallon choisit de représenter l'Angleterre au niveau junior. Cependant, il représente la Nouvelle-Zélande lors d'une Coupe du monde des moins de 16 ans officieuse en France en 1998 où Wynton Rufer est l'entraîneur. Peu de temps après, il part pour l'Angleterre afin d'être formé à Barnsley.
En janvier 2006, le sélectionneur de la Nouvelle-Zélande Ricki Herbert suggère que Fallon pourrait encore avoir une chance de représenter la Nouvelle-Zélande au plus haut niveau. Herbert fait valoir que la seule raison pour laquelle Fallon n'est pas sélectionné est due à l'absence de réponse de la FIFA à ce sujet. En effet, Fallon avait jusqu'à ses 21 ans pour obtenir l'autorisation de la FIFA de changer de nationalité sportive. Toutefois, Fallon n'entre pas dans la parenthèse de 2004 permettant d'en changer pour les joueurs de plus de 21 ans. Cette parenthèse d'une année est mise à disposition par la FIFA lors de l'introduction d'une règle qui permet aux joueurs ayant la double nationalité de changer leur nationalité sportive avant leur 21e anniversaire. Selon ce critère, Fallon ne peut pas être disponible pour la Nouvelle-Zélande.
Le 3 juin 2009, le congrès de la FIFA adopte une motion supprimant la limite d'âge pour changer de nationalité sportive pour les joueurs qui ont déjà joué pour l'équipe nationale d'un pays au niveau junior, en vertu de l'article 18 du Regulations Governing the Application of the FIFA Statutes. Cela donne à Fallon la possibilité de jouer à nouveau pour la Nouvelle-Zélande.
En août 2009, Fallon est appelé dans l'équipe de Nouvelle-Zélande pour un match amical contre la Jordanie le mois suivant et pour la double-confrontation décisive contre Bahreïn plus tard dans l'année. Fallon inscrit le premier but du match contre la Jordanie, remporté par la Nouvelle-Zélande 3-1.
Le 14 novembre 2009, Fallon marque le seul but du match retour de la Nouvelle-Zélande en barrage de la Coupe du monde 2010 contre Bahreïn (1-0), envoyant ainsi les Néo-Zélandais à la Coupe du monde en Afrique du Sud, leur première apparition en phase finale depuis 28 ans.

## Statistiques de sa carrière
| Club                                                          | Saison          | Championship | Championship | FA Cup | FA Cup | Carling Cup | Carling Cup | Europe        | Europe        | Total  | Total |
| Club                                                          | Saison          | Matchs       | Buts         | Matchs | Buts   | Matchs      | Buts        | Matchs        | Buts          | Matchs | Buts  |
| ------------------------------------------------------------- | --------------- | ------------ | ------------ | ------ | ------ | ----------- | ----------- | ------------- | ------------- | ------ | ----- |
| Barnsley Football Club (Championship)                         | 2000-2001       | 1            | 0            |        |        |             |             |               |               | 1      | 0     |
| Barnsley Football Club (Championship)                         | 2001-2002       | 9            | 0            |        |        | 1           | 0           |               |               | 10     | 0     |
| Barnsley Football Club (Championship)                         | Total           | 10           | 0            |        |        | 1           | 0           |               |               | 11     | 0     |
| Club                                                          | Saison          | League Two   | League Two   | FA Cup | FA Cup | Carling Cup | Carling Cup | Europe        | Europe        | Total  | Total |
| Club                                                          | Saison          | Matchs       | Buts         | Matchs | Buts   | Matchs      | Buts        | Matchs        | Buts          | Matchs | Buts  |
| Shrewsbury Town Football Club prêté par Barnsley (League Two) | 2001-2002       | 11           | 0            |        |        |             |             |               |               | 11     | 0     |
| Shrewsbury Town Football Club prêté par Barnsley (League Two) | Total           | 11           | 0            |        |        |             |             |               |               | 11     | 0     |
| Club                                                          | Saison          | League One   | League One   | FA Cup | FA Cup | Carling Cup | Carling Cup | League Trophy | League Trophy | Total  | Total |
| Club                                                          | Saison          | Matchs       | Buts         | Matchs | Buts   | Matchs      | Buts        | Matchs        | Buts          | Matchs | Buts  |
| Barnsley Football Club (League One)                           | 2002-2003       | 26           | 7            | 1      | 0      | 1           | 0           | 1             | 0             | 29     | 7     |
| Barnsley Football Club (League One)                           | 2003-2004       | 16           | 4            |        |        | 1           | 0           | 1             | 0             | 18     | 4     |
| Barnsley Football Club (League One)                           | Total           | 42           | 11           | 1      | 0      | 2           | 0           | 2             | 0             | 47     | 11    |
| Club                                                          | Saison          | League One   | League One   | FA Cup | FA Cup | Carling Cup | Carling Cup | League Trophy | League Trophy | Total  | Total |
| Club                                                          | Saison          | Matchs       | Buts         | Matchs | Buts   | Matchs      | Buts        | Matchs        | Buts          | Matchs | Buts  |
| Swindon Town Football Club (League One)                       | 2003-2004       | 21           | 7            |        |        |             |             |               |               | 21     | 7     |
| Swindon Town Football Club (League One)                       | 2004-2005       | 31           | 4            | 3      | 0      | 2           | 0           | 3             | 1             | 39     | 5     |
| Swindon Town Football Club (League One)                       | 2005-2006       | 25           | 11           | 1      | 1      | 1           | 0           | 2             | 1             | 29     | 13    |
| Swindon Town Football Club (League One)                       | Total           | 77           | 22           | 4      | 1      | 3           | 0           | 5             | 2             | 89     | 25    |
| Club                                                          | Saison          | League Two   | League Two   | FA Cup | FA Cup | Carling Cup | Carling Cup | Europe        | Europe        | Total  | Total |
| Club                                                          | Saison          | Matchs       | Buts         | Matchs | Buts   | Matchs      | Buts        | Matchs        | Buts          | Matchs | Buts  |
| Yeovil Town Football Club prêté par Swindon Town (League Two) | 2004-2005       | 6            | 1            |        |        |             |             |               |               | 6      | 1     |
| Yeovil Town Football Club prêté par Swindon Town (League Two) | Total           | 6            | 1            |        |        |             |             |               |               | 6      | 1     |
| Club                                                          | Saison          | League One   | League One   | FA Cup | FA Cup | Carling Cup | Carling Cup | Europe        | Europe        | Total  | Total |
| Club                                                          | Saison          | Matchs       | Buts         | Matchs | Buts   | Matchs      | Buts        | Matchs        | Buts          | Matchs | Buts  |
| Swansea City Football Club (League One)                       | 2005-2006       | 20           | 5            |        |        |             |             |               |               | 20     | 5     |
| Swansea City Football Club (League One)                       | 2006-2007       | 24           | 8            | 3      | 0      | 1           | 0           |               |               | 28     | 8     |
| Swansea City Football Club (League One)                       | Total           | 44           | 13           | 3      | 0      | 1           | 0           |               |               | 48     | 13    |
| Club                                                          | Saison          | Championship | Championship | FA Cup | FA Cup | Carling Cup | Carling Cup | Europe        | Europe        | Total  | Total |
| Club                                                          | Saison          | Matchs       | Buts         | Matchs | Buts   | Matchs      | Buts        | Matchs        | Buts          | Matchs | Buts  |
| Plymouth Argyle Football Club (Championship)                  | 2006-2007       | 15           | 1            |        |        |             |             |               |               | 15     | 1     |
| Plymouth Argyle Football Club (Championship)                  | 2007-2008       | 29           | 7            | 1      | 0      | 2           | 0           |               |               | 32     | 7     |
| Plymouth Argyle Football Club (Championship)                  | 2008-2009       | 44           | 5            | 1      | 0      | 1           | 0           |               |               | 46     | 5     |
| Plymouth Argyle Football Club (Championship)                  | 2009-2010       | 33           | 5            | 2      | 0      | 1           | 0           |               |               | 36     | 5     |
| Plymouth Argyle Football Club (Championship)                  | Total           | 121          | 18           | 4      | 0      | 4           | 0           |               |               | 129    | 18    |
| Totaux carrière                                               | Totaux carrière | 311          | 65           | 12     | 1      | 10          | 0           | 7             | 2             | 340    | 68    |
| Mise à jour le 20 avril 2010                                  |                 |              |              |        |        |             |             |               |               |        |       |

## Palmarès
- Coupe d'Océanie : 2016